# Daniel Tozzo
Daniel Tozzo (Chapecó, 25 de julho de 1976) é um administrador e político brasileiro.
Filho de Ivanor Tozzo e de Joaneta Maria Lorenzon Tozzo. Casou com Juliana.
Nas eleições de 2010 foi candidato a deputado estadual para a Assembleia Legislativa de Santa Catarina pelo Partido da Social Democracia Brasileira (PSDB). Obtendo 27.755 votos, ficou na posição de 6º Suplente, sendo convocado três vezes tomando posse na 17ª Legislatura (2011-2015), exercendo a função nos anos de 2011, 2012 e 2014.